# Albrekt II (tysk kung)
Albrekt II av Habsburg (tyska: Albrecht II. von Habsburg [ˈalbʁɛçt dɪ ˈtsvaɪ̯tə fɔn ˈhaːpsˌbʊʁk]
 ( lyssna); även känd som Albrekt den ädle), född 16 augusti 1397 i Wien, död 27 oktober 1439 i Neszmély, var kung av det Tysk-romerska riket, Böhmen, Ungern samt, som Albrekt V, hertig av Österrike.

## Biografi
Albrekt II var son till hertig Albrekt IV av Österrike och Johanna av Bayern-Straubing. Han var endast sju år då han ärvde faderns hertigdöme och regerade ursprungligen med olika släktingar som förmyndare. 1411 tillträdde han personligen regeringen. 
1421 gifte sig Albrekt med den tysk-romerske kejsaren Sigismunds dotter Elisabeth av Böhmen. Genom detta äktenskap blev han efter kejsarens död arvtagare till dennes ställning såsom även kung av Ungern respektive Böhmen. Sin böhmiska tron kunde han dock aldrig i praktiken tillträda på grund av inre motstånd inom landet uppbackat från Polen.
Vid en riksdag i Frankfurt am Main 1438 valdes Albrekt även till kung av Tysk-romerska riket, men kröntes däremot aldrig till kejsare innan han påföljande år avled under ett fälttåg mot turkarna.